# Parasutra
Parasutra is een geslacht van kevers uit de familie bladkevers (Chrysomelidae).
De wetenschappelijke naam van het geslacht werd in 1994 gepubliceerd door Medvedev.

## Soorten
- Parasutra furthi Medvedev, 1994